# Audrey Poitras
Audrey Mae Poitras (née 1950) est présidente de la Nation métisse de l'Alberta depuis 1996, l'année de son élection. Elle est la première femme à cette fonction depuis la création de l'organisation en 1928. Elle est également vice-présidente du Ralliement national des Métis et a rejoint le Conseil du Service d'assistance canadienne aux organismes en 2004.
Née Audrey Mae Dumont, fille de Jean Baptiste Dumont et de Mabel Kinchshe, elle partage un ancêtre commun avec Gabriel Dumont, et a des attaches familiales avec l'établissement métis de Fishing Lake. Elle a grandi dans une ferme près de Elk Point en Alberta, à 150 kilomètres au nord-est d'Edmonton.
Actuellement, elle demeure à Edmonton, capitale de l’État de l'Alberta et elle a été réélue à la présidence le 19 novembre 2018.

## Sites
- (en) « La réélection de Mme Audrey Poitras, le 19 octobre 2018 », 19 octobre 2018 (consulté le 18 novembre 2018)